# Anzia parasitica
Anzia parasitica är en lavart som först beskrevs av Fée, och fick sitt nu gällande namn av Alexander Zahlbruckner. Anzia parasitica ingår i släktet Anzia och familjen Parmeliaceae.   Inga underarter finns listade i Catalogue of Life.